# 비셰그라드 그룹

비셰그라드 그룹의 회원국

비셰그라드 그룹(폴란드어: Grupa Wyszehradzka, 체코어: Višegrádská skupina, Visegrádská čtyřka, 슬로바키아어: Vyšehradská skupina, Vyšehradská štvorka, 헝가리어: Visegrádi Együttműködés) 또는 비셰그라드 4국은 중앙유럽에 위치한 폴란드, 체코, 슬로바키아, 헝가리 4개국의 지역 협력체이다.
1991년 2월 15일 헝가리 비셰그라드에서 열린 폴란드, 체코슬로바키아, 헝가리 세 나라 간의 정상 회담에서 창설되었다. 1993년 체코슬로바키아가 해체되면서 체코와 슬로바키아가 비셰그라드 그룹의 회원국이 되었다. 비셰그라드 4국은 2004년 5월 1일 유럽 연합에 가입했다.

## 회원국
| 국가       | 면적 (km2) | 면적 비율 (%) | 수도         | 공용어       | 가입 일자        |
| ---------- | ---------- | ------------- | ------------ | ------------ | ---------------- |
| 폴란드     | 312,685    | 58.9          | 바르샤바     | 폴란드어     | 1991년 2월 15일  |
| 체코       | 78,866     | 14.7          | 프라하       | 체코어       | 1991년 2월 15일* |
| 슬로바키아 | 49,035     | 9.1           | 브라티슬라바 | 슬로바키아어 | 1991년 2월 15일* |
| 헝가리     | 93,030     | 17.4          | 부다페스트   | 헝가리어     | 1991년 2월 15일  |
| 총계       | 533,616    | 100           |              |              |                  |

- 1993년 1월 1일을 기해 체코슬로바키아가 체코, 슬로바키아 2개국으로 분리되면서 회원국 수가 3개국에서 4개국으로 개편되었다.

## 의장국
비셰그라드 그룹의 의장국은 매년 6월에 교체된다.
| 임기 시작 (연도) | 임기 종료 (연도) | 의장국         |
| ---------------- | ---------------- | -------------- |
| 1991년           | 1992년           | 체코슬로바키아 |
| 1992년           | 1993년           | 폴란드         |
| 1993년           | 1994년           | 헝가리         |
| 1994년           | 1995년           | 슬로바키아     |
| 1995년           | 1996년           | 체코           |
| 1996년           | 1997년           | 폴란드         |
| 1997년           | 1998년           | 헝가리         |
| 1998년           | 1999년           | 슬로바키아     |
| 1999년           | 2000년           | 체코           |
| 2000년           | 2001년           | 폴란드         |
| 2001년           | 2002년           | 헝가리         |
| 2002년           | 2003년           | 슬로바키아     |
| 2003년           | 2004년           | 체코           |
| 2004년           | 2005년           | 폴란드         |
| 2005년           | 2006년           | 헝가리         |
| 2006년           | 2007년           | 슬로바키아     |
| 2007년           | 2008년           | 체코           |
| 2008년           | 2009년           | 폴란드         |
| 2009년           | 2010년           | 헝가리         |
| 2010년           | 2011년           | 슬로바키아     |
| 2011년           | 2012년           | 체코           |
| 2012년           | 2013년           | 폴란드         |
| 2013년           | 2014년           | 헝가리         |
| 2014년           | 2015년           | 슬로바키아     |
| 2015년           | 2016년           | 체코           |
| 2016년           | 2017년           | 폴란드         |
| 2017년           | 2018년           | 헝가리         |
| 2018년           | 2019년           | 슬로바키아     |
| 2019년           | 2020년           | 체코           |
| 2020년           | 2021년           | 폴란드         |
| 2021년           | 2022년           | 헝가리         |
| 2022년           | 2023년           | 슬로바키아     |
| 2023년           | 2024년           | 체코           |
| 2024년           | 2025년           | 폴란드         |

## 같이 보기
- 부쿠레슈티 나인
- 중앙유럽 이니셔티브
- 독립국가연합
- 노르딕-발틱 에이트
- 바이마르 삼각동맹
- 중앙유럽
- 경제상호원조회의
- 동구권
- 자유 도시 협약
- 소련
- 바르샤바 조약 기구